# Haftara

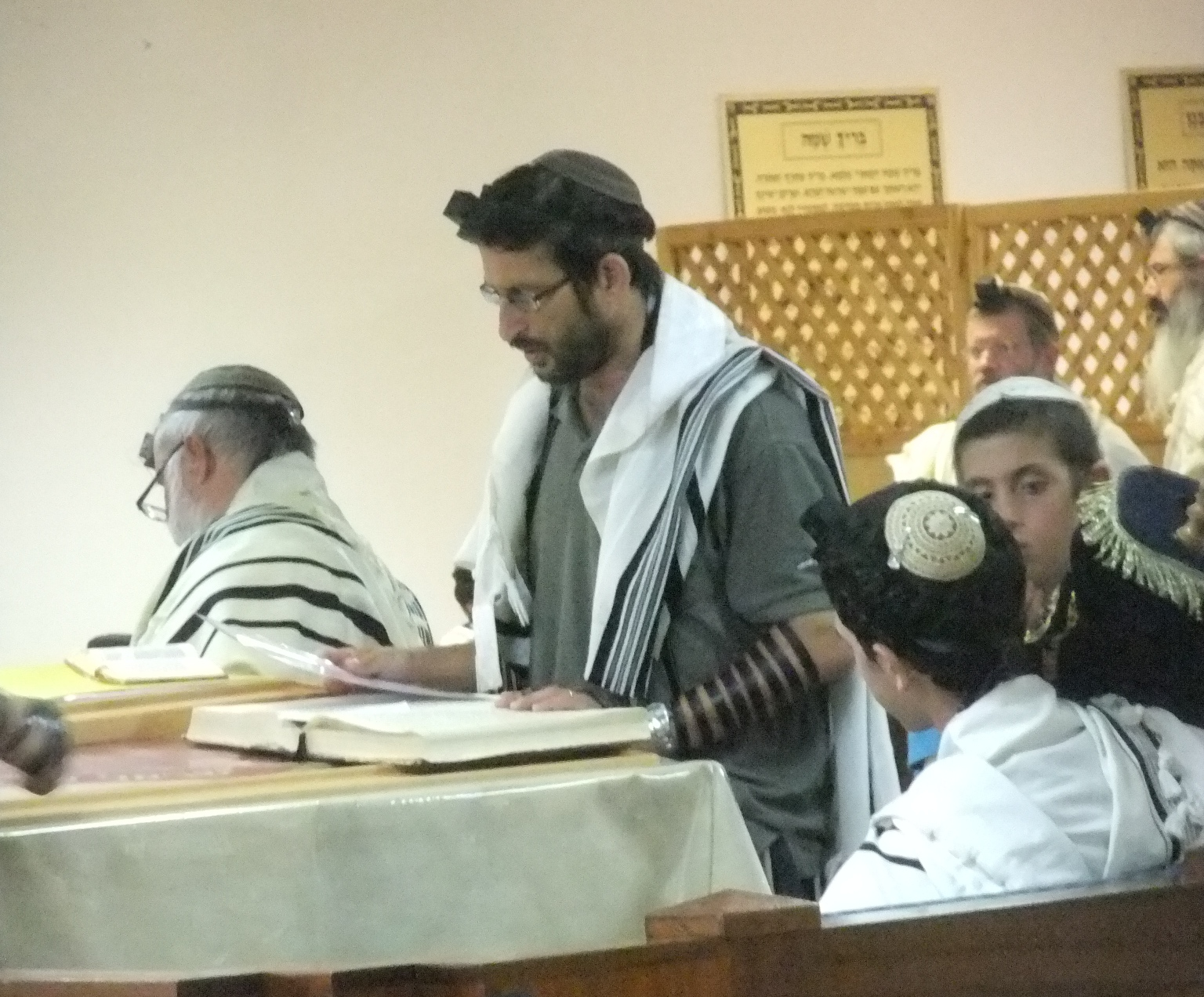
Čtení haftary při odpolední modlitbě o Tiš'a be-av.

Haftara (hebrejsky הַפְטָרָה‎, doslova „závěr“ nebo „propuštění“) je výraz, který označuje úsek z prorocké knihy, jenž je v synagógách obřadně čten při šabatové, sváteční nebo postní bohoslužbě po čtení příslušné paraši neboli předepsaného úseku z Pěti knih Mojžíšových.

## Historie
Praxe čtení haftar byla zřejmě zavedena po makabejském povstání. V období náboženského pronásledování za Antiocha IV. Epifana bylo totiž židům mimo jiné zakázáno předčítaní z Pěti knih Mojžíšových. Tento zákaz byl zbožnými židy obcházen tak, že se předčítaly texty z prorockých knih, které svým obsahem připomínaly úseky, jež měly být z Pěti knih Mojžíšových předčítány.

## Předčítaný text
Texty určené pro čtení haftary jsou vybrány podle určitého klíče a pocházejí z různých prorockých knih Bible. Předčítaný úsek má obsahovat alespoň 9 veršů, zpravidla však bývá značně delší. Podle ustáleného pravidla nemá šabatová haftara obsahovat méně než 21 veršů, což odpovídá délce sedminásobku nejkratšího úseku z týdenního oddílu čtení z Tóry. Přesné vymezení předčítaných úseků z prorockých knih se mírně liší podle jednotlivých liturgických tradic, například aškenázské či sefardské, případně i místních zvyklostí. Výjimečně je haftara „poskládána“ z několika úryvků z různých prorockých knih.
Obsah haftary obvykle tematicky souvisí s obsahem čteného úseku z Pěti knih Mojžíšových, nicméně nemusí tomu tak být tehdy, když se uvedená haftara čte s ohledem na určité období. Zvláštní cyklus deseti haftar předepsaný pro období od 17. tamuzu po Jom kipur zdůrazňuje charakter této části liturgického židovského roku a přináší téma výstrahy, útěchy, pokání a odpuštění. Obdobně jsou čtyři tematické haftary určeny pro čtyři šabaty v období kolem svátku Purim. Zvláštní haftary jsou předepsány pro šabat připadající na Roš chodeš nebo na den jemu předcházející, dále pro svátky a půsty a také pro poslední šabat před svátkem Pesach.

## Obřad předčítání
Čtení haftary bezprostředně navazuje na obřadní čtení ze svitku Tóry. Osoba pověřená čtením haftary („maftir“) je současně vyvolána jako poslední z řady volaných ke čtení Tóry. Předčítá buď znovu posledních několik veršů z předepsaného týdenního oddílu, nebo čte zvláštní úsek určený pro příslušný svátek či půst.
Čtení haftary má tradiční kantilační melodie, odlišné od melodií pro čtení Tóry. Ačkoli prorocké knihy používají stejné kantilační značky jako Tóra, a dokonce s obdobným sémantickým významem, jejich hudební provedení se liší. U některých textů bývá zvykem určité verše předčítat responsoriální formou.
Na rozdíl od čtení Tóry lze haftaru předčítat z tištěné knihy opatřené příslušnými vokalizačními a kantilačními značkami; čtení
je pak výrazně snadnější. Řada autorit však doporučuje, jsou-li k tomu v příslušné komunitě podmínky, číst i haftaru ze svitku psaného podle stejných pravidel jako svitky Tóry a připisuje takovému čtení mnohem větší hodnotu.
Čtení z haftary je doprovázeno jedním požehnáním před a 3–4 požehnáními po. Být vyvolán ke čtení haftary je považováno za poctu. Často je zvykem, že maftir vede i zbývající část bohoslužby, zejména pak modlitbu musaf.